# George Godwin
George Stanley Godwin (Londen, 1889 - 1974) was een Engels-Canadese schrijver van fictie en non-fictie boeken.
George Godwin werd geboren in een familie als een van acht kinderen. Zijn vader overleed toen hij vier was. Godwin werd opgeleid op kostscholen in Sussex, Kent en Dresden (Duitsland). Hij werkte kort voor een bank in Engeland, voordat hij naar British Columbia (Canada) emigreerde. Een paar van zijn broers waren hem daarin al voorgegaan. In 1916 keerde Godwin terug naar Engeland. Tijdens de Eerste Wereldoorlog vocht hij voor het Canadese leger in Frankrijk, maar liep daarbij tuberculose op. Vervolgens werd Godwin naar een sanatorium nabij Arrow Lakes gestuurd om te herstellen, waarna hij terug naar Engeland ging. In 1920 werd Godwin beëdigd als advocaat.

### Non-fictie
- The Middle Temple (1954)
- The Great Revivalists (1951, opgenomen in de Thinker's Library)
- The Mystery of Anna Berger (1948, opgenomen in de Thinker's Library)
- Marconi (1939-45), a War Record (1946)
- The Great Mystics (1945, opgenomen in de Thinker's Library)
- Queen Mary College (1944)
- Japan's New Order (1942)
- Priest or Physician? A Study of Faith-healing (1941)
- The Land Our Larder (the Suffleet Experiment) (1939)
- Peter Kurten, A Study in Sadism (1938)
- Discovery (The Story of the Finding of the World) (1933)
- Vancouver, a Life, 1757-98 (1930)
- Columbia or the Future of Canada (1928)
- Cain or the Future of Crime (1928)

### Fictie
- Empty Victory (1932)
- Why Stay We Here? (1930)
- The Eternal Forest Under Western Skies (1929) 
  - In 1994 opnieuw uitgegeven als The Eternal Forest

### Toneel
- The Disciple (1936)

- Gemeinsame Normdatei: 1145614833
- International Standard Name Identifier: 0000 0000 8223 1494
- Library of Congress Control Number: n88229390
- Nationale Bibliotheek van Israël: 987007278116205171
- Nederlandse Thesaurus van Auteursnamen: 120670798
- Système universitaire de documentation: 191250740
- Trove: 824749
- Virtual International Authority File: 40941917
- WorldCat: E39PBJqVQmQt87cTFWHxHwVjYP